# Alto de Riocabo
L'Alto de Ribiaco est le nom officiel galicien donné à un col de montagne situé entre les localités de San Xil et Montán sur une variante du Camino francés du pèlerinage de Saint-Jacques-de-Compostelle.

## Géographie
Le col s'élève à 893 mètres d’altitude.

### Liens  externes
- (fr) Localisation de San Xil, près du col, sur la carte Michelin.
- (es) Camino de Santiago : Etapa 26 de Triacastela a Sarria.
- (en) Camino frances ; Stage 27 : Triacastela – Sarria Distance: 18.5km

| Jalon précédent (1,8 km à pied) San Xil (Samos) | Pèlerinage de Saint-Jacques-de-Compostelle (145 km jusqu'à Saint-Jacques-de-Compostelle) Camino navarro -- Variante nord par Calvor -- | Jalon suivant (2,2 km à pied) Montán (Samos) |